# Carex loretii
Carex loretii är en halvgräsart som beskrevs av Georges Rouy. Carex loretii ingår i släktet starrar, och familjen halvgräs. Inga underarter finns listade i Catalogue of Life.